# Ataegina
Ataegina este, în mitologia lusitană zeița renașterii, a primăverii, a fertilității, a refacerii. Numele ei provine de la cuvintele celtice "Ate" și "Gena" care semnifică "renaștere". Animalul consacrat ei este capra. În Antichitate era invocată atât pentru vindecarea bolilor, cât și pentru faptul că blestemele ei provocau uneori chiar moartea. Câteva inscripții o asociază cu zeița romană Proserpina (ATAEGINA TURIBRIGENSIS PROSERPINA).